# Sopwith Camel
 Der er for få eller ingen kildehenvisninger i denne artikel, hvilket er et problem. Du kan hjælpe ved at angive troværdige kilder til de påstande, som fremføres i artiklen.

Sopwith Camel var en britisk jager udviklet og anvendt under den første verdenskrig. Den var en meget ustabil og kontrolsensitiv flyvemaskine, som for den uerfarne pilot var livsfarlig at flyve. Jagerflyets særlige egenskaber kunne dog også udnyttes med held af de piloter, som evnede at beherske maskinen. Faktisk opnåede Sopwith Camel flere luftsejre end nogen anden flytype under første verdenskrig.

## Populærkulturel reference
I tegneserien Radiserne flyver hunden Nuser på en Sopwith Camel som WWI flying ace og kæmper (forgæves) mod den røde baron